# Arquidiocese de Tabora
A Arquidiocese de Tabora (Archidiœcesis Taborænsis) é uma circunscrição eclesiástica da Igreja Católica situada em Tabora, Tanzânia. A sede do arcebispo é a Catedral Metropolitana de Santa Teresa, em Tabora.
Possui 30 paróquias servidas por 96 padres, abrangendo uma população de 2 435 200 habitantes, com 10,1% da dessa população jurisdicionada batizada (246 139 católicos).

## História
O vicariato apostólico de Unianyembé foi erigido em 11 de janeiro de 1887 com o breve Quæ catholico do Papa Leão XIII, recebendo o território do vicariato apostólico da Tangânica (atual diocese de Quigoma).
Em 12 de dezembro de 1912 cede uma parte do seu território em vantagem da ereção do vicariato apostólico de Kivu (atual arquidiocese de Gitega).
Em 31 de maio de 1925 mudou seu nome em favor do vicariato apostólico de Tabora.
Em 8 de abril de 1929 e em 14 de abril de 1943 cedeu outras partes do território para a ereção, respectivamente, do vicariato apostólico de Bukoba (hoje a diocese de Rulenge-Ngara) e da prefeitura apostólica de Mbulu (atualmente diocese). Entretanto, em 10 de abril de 1929 foi ampliada, incorporando uma parte do território que pertencia ao vicariato apostólico de Victora-Nyanza (hoje arquidiocese de Mwanza).
Em 25 de março de 1953 o vicariato apostólico tem seu status elevado a arquidiocese metropolitana com a bula Quemadmodum ad Nos do Papa Pio XII.
Em 25 de março de 1972 e em 11 de novembro de 1983 cedeu mais porções de território para o benefício da ereção das dioceses de Singida e Kahama, respectivamente.
Em setembro de 1990, recebeu a viagem apostólica do Papa João Paulo II.

## Prelados
|                      | Nome                                     | Período    | Notas                                |
| Arcebispos           | Arcebispos                               | Arcebispos | Arcebispos                           |
| -------------------- | ---------------------------------------- | ---------- | ------------------------------------ |
| 5º                   | Protase Cardeal Rugambwa                 | 2023-      | Atual                                |
| 4º                   | Paul Runangaza Ruzoka                    | 2006-2023  |                                      |
| 3º                   | Mario Epifanio Abdallah Mgulunde †       | 1985-2006  |                                      |
| 2º                   | Marko Mihayo †                           | 1960-1985  |                                      |
| 1º                   | Cornelius Bronsveld, M.Afr. †            | 1953-1960  |                                      |
| Arcebispos coadjutor |                                          |            |                                      |
|                      | Protase Cardeal Rugambwa                 | 2023       |                                      |
| Bispo                |                                          |            |                                      |
| 4º                   | Cornelius Bronsveld, M.Afr. †            | 1950-1953  |                                      |
| 3º                   | William Joseph Trudel, M.Afr. †          | 1933-1948  |                                      |
| 2º                   | Joseph Georges Edouard Michaud, M.Afr. † | 1928-1932  | nomeado vigário apostólico de Uganda |
| 1º                   | Henri Léonard, M.Afr. †                  | 1925-1928  |                                      |
| Bispo-auxiliar       |                                          |            |                                      |
|                      | Josaphat Jackson Bududu                  | 2025-      | Atual                                |
|                      | Bernard Mabula                           | 1969-1972  | Nomeado bispo de Singida             |
| Vigário apostólico   |                                          |            |                                      |
| 2º                   | Henri Léonard, M.Afr. †                  | 1912-1925  |                                      |
| 1º                   | François Gerboin, M.Afr. †               | 1897-1912  |                                      |